# Crittenden megye (Kentucky)
Crittenden megye az Amerikai Egyesült Államokban, azon belül Kentucky államban található. Megyeszékhelye és legnagyobb városa Marion. Lakosainak száma 8990 fő (2020. április 1.).

## Szomszédos megyék
- Hardin megye (északnyugat)
- Union megye (észak)
- Webster megye (északkelet)
- Caldwell megye (délkelet)
- Lyon megye (dél)
- Livingston megye (nyugat)

## Népesség
A megye népességének változása:
| Lakosok száma | 9306 | 9279 | 9274 | 9255 | 9183 | 8990 |
|               | 2010 | 2011 | 2012 | 2013 | 2015 | 2020 |